# Werner Quintens
Mgr. Werner Quintens (Mariakerke, 21 maart 1937 - Oostende, 10 januari 2005) was een Vlaams geestelijke van de Katholieke Kerk.

## Biografie
Hij werd op 26 juli 1962 te Mariakerke tot priester gewijd en studeerde wijsbegeerte te Leuven en theologie aan de Gregoriana te Rome.
In Rome doctoreerde hij in de Bijbelse wetenschappen aan het Pontificium Institutum Biblicum (het Pauselijk Bijbelinstituut) op een studie van de psalmen.
In 1967 werd hij in de stad Brugge professor Oud-Testament aan het seminarie. Hij volgde er Maurits Sabbe op die in Leuven ging doceren. In datzelfde jaar werd hij ook benoemd als geestelijk directeur van de afdeling theologie.
In 1972 volgde zijn benoeming tot rector van het Belgisch Pauselijk College in Rome (dit bleef hij tot 1997) en in 1974 tot Kapelaan van Zijne Heiligheid paus Johannes Paulus II.
Monseigneur Quintens bleef van 1972 tot 2003 kerkelijk raadgever bij de ambassade van België in het Vaticaan.
In 1987 werd Quintens Ereprelaat van Zijne Heiligheid van Johannes-Paulus II.
Van 1989 tot 1997 was hij eveneens rector van de Koninklijke Belgische kerk San Giuliano dei Fiamminghi in Rome. Werner Quintens heeft zich onder andere beziggehouden met de bestudering van de Dode Zeerollen.
Na een korte ziekte overleed hij op 10 januari in zijn geboortedorp. Diezelfde dag overleed toevallig ook zijn streekgenoot kardinaal Jan Schotte, die sinds 1994 titularis was van de Koninklijke Belgische kerk Sint-Juliaan-der-Vlamingen. Hij was een raadgever en vertrouweling van de paus en vertegenwoordigde de Belgische Rooms-Katholieke Kerk bij het Vaticaan in Rome. Op 28 januari 2003 werd hij bij Koninklijk Besluit benoemd tot commandeur in de Kroonorde.